# Laura Gori
Laura Gori (San Giovanni Valdarno, 8 febbraio 1966) è un'ex cestista italiana.

## Carriera
Con l'Italia ha disputato i Campionati mondiali del 1990 e i Campionati europei del 1991.